# Roger Albinyana i Saigí
Roger Albinyana i Saigí (Barcelona, 11 de setembre de 1980) és un economista català. Des del 2021 és el director gerent de l'Institut Europeu de la Mediterrània i va ser secretari d'Afers Exteriors i de la Unió Europea de la Generalitat de Catalunya entre 2013 i 2016.

## Biografia
Es va doctorar en història econòmica per la Universitat de Barcelona amb la tesi titulada "The Impact of Algeria’s Limited Natural Gas Integration in the Western Mediterranean Value Chain: Implications for Its Rentier Economy (1971-2015)". Anteriorment, va estudiar a l'Escola Súnion de Barcelona i, posteriorment, es va llicenciar en Economia per la Universitat Pompeu Fabra (UPF) i en Administració i Direcció d'Empreses per la Universitat Oberta de Catalunya (UOC), va continuar els seus estudis amb un Màster en Història Econòmica per la Universitat de Barcelona i la Universitat Autònoma de Barcelona. Ha cursat el programa de lideratge Vicens Vives a ESADE, així com nombrosos cursos sobre Relacions Internacionals oferts pel Consell d'Europa, l'OTAN, l'OSCE i l'ASEF.
El 2002 i el 2003 va formar part com a membre observador de la Convenció per al futur d'Europa que es va encarregar de la redacció del Tractat Constitucional Europeu. Ha participat en diferents missions d'observació electoral a Hondures, l'Azerbaidjan, Ucraïna, República de Macedònia (avui, Macedònia del Nord) i Geòrgia.
Entre 2004 i 2008 va ser el president de la Joventut Liberal Europea i membre de la direcció del Partit Europeu dels Liberals, Demòcrates i Reformistes (ALDE). El 2011 va ser nomenat director del programa de suport a la Unió per la Mediterrània de la Generalitat de Catalunya.
Va ser membre de Convergència Democràtica de Catalunya des de 1997 fins al 2016 i membre del seu Comitè Executiu Nacional des de 2012. A la Joventut Nacionalista de Catalunya va ser vicesecretari general del 2006 al 2008. El 2004 va ser candidat a les eleccions al Parlament europeu per CiU.
El 2013 va ser nomenat Secretari d'Afers Exteriors i de la Unió Europea de la Generalitat de Catalunya. Sota la presidència de Carles Puigdemont es va crear el Departament d'Afers Exteriors, Relacions Institucionals i Transparència de la Generalitat de Catalunya i Albinyana va ser substituït per Raül Romeva, que va ocupar el càrrec de conseller.
El gener del 2017, el Patronat del CIDOB, coincidint amb el nomenament d'Antoni Segura com a nou president d'aquest ‘think tank’ dedicat a l'análisi de temes internacionals, va nomenar també a Albinyana nou membre a títol personal d'aquest patronat, càrrec que va exercir fins al 2025.
Des de 2018 imparteix docència a la Facultat d'Economia i Empresa de la Universitat de Barcelona en tant que professor associat.